# 圣索维耶
圣索维耶（法語：Saint-Sauvier，法語發音：[sɛ̃ sovje]）是法国阿列省的一个市镇，位于该省西部，和克勒兹省接壤，属于蒙吕松区。

## 地理
圣索维耶（46°23'10"N, 2°19'52"E）面积31.47 平方千米，位于法国奥弗涅-罗讷-阿尔卑斯大区阿列省，该省份为法国中部省份，北起涅夫勒省、西北接谢尔省，西南至克勒兹省，南至多姆山省，东南临卢瓦尔省，东临索恩-卢瓦尔省。
与圣索维耶接壤的市镇（或旧市镇、城区）包括：阿尔希尼亚、尚贝拉、梅斯普莱、圣帕莱、特雷尼亚、莱拉、圣皮耶尔莱博斯。

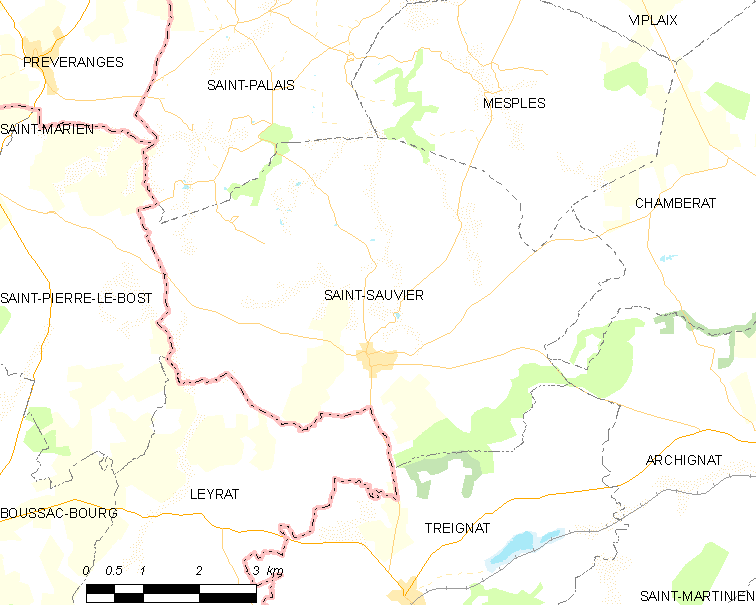
圣索维耶的OSM定位图

圣索维耶的时区为UTC+01:00、UTC+02:00（夏令时）。

## 行政
圣索维耶的邮政编码为03370，INSEE市镇编码为03259。

## 政治
圣索维耶所属的省级选区为于列勒县。

## 人口

1962-2008年间圣索维耶人口变化图示

圣索维耶于2022年1月1日时的人口数量为324人。